# 鰺坂真
鰺坂 真（あじさか まこと、1933年8月9日- 2022年1月6日）は、日本の哲学者。関西大学名誉教授。専門はドイツ古典哲学、ヘーゲル哲学。

父は教育学者で京都大学名誉教授の鰺坂二夫。

## 来歴・人物
鹿児島県生まれ。京都大学文学部哲学科卒業、同大学院文学研究科博士課程修了。1999年と2000年の大阪府知事選挙に日本共産党の推薦を得て出馬したが、落選。日本共産党員であり、同党の機関紙誌に頻繁に執筆していた。関西大学では、部落出身の生徒の優先的入学に反対した。平和・民主・革新の日本をめざす全国の会代表世話人を務めた。
2022年1月6日死去。88歳没。

## 著書
- 『ヘーゲル論理学入門』有斐閣〈有斐閣新書〉、1978年3月。NDLJP:12217432。
- 『自由について』大月書店、1981年4月。NDLJP:12225822。
- 『人間とはなにか』（青木書店、1984年）
- 『現代思想の潮流』白石書店、1985年3月。NDLJP:12231026。
- 『哲学入門―生きること・働くこと』（学習の友社、1992年）
- 『現代哲学の課題』（新日本出版社、1996年）
- 『哲学のすすめ―生きること、学ぶこと』（学習の友社、1998年）
- 『21世紀にはばたく青年の生きがい』（清風堂出版、1999年）
- 『マルクス主義哲学の源流―ドイツ古典哲学の本質とその展開』（学習の友社、1999年）
- 『時代をひらく哲学―科学的社会主義の世界観・歴史観を学ぶ』（新日本出版社、2000年）
- 『科学的社会主義の世界観―社会と生き方を見つめて』（新日本出版社、2002年）

### 共著
- （梅林誠爾・有尾善繁）『論理学―思考の法則と科学の方法』（世界思想社、1987年）
- （碓井岑夫・高垣忠一郎・青木一・大麻南）『道徳教育実践の探求』（あゆみ出版、1990年）
- （黒田治夫・山川学・上田浩・釘貫和則）『現代日本文化論の研究―天皇制イデオロギーと新京都学派』（白石書店、1991年）
- （中田進）『現代に挑む唯物論』（学習の友社、1996年）
- （黒田治夫・山川学・上田浩）『倫理学―人間の自由と尊厳』（世界思想社、2003年）
- （吉田康彦編）『21世紀の平和学―人文・社会・自然科学・文学からのアプローチ 』（明石書店、2004年）
- （浜林正夫・福田泰久）『『反デューリング論』を学ぶ』（新日本出版社、2006年）

### 編著
- 『史的唯物論の現代的課題』（学習の友社、2001年）
- 『ジェンダーと史的唯物論』（学習の友社、2005年）

### 共編著
- （岩崎允胤）『西洋哲学史概説』（有斐閣、1986年）
- （岩崎允胤）『現代哲学概論』（青木書店、1990年）